# Jamin Davis
Jamin Davis (Honolulu, 12 dicembre 1998) è un giocatore di football americano statunitense che milita nel ruolo di linebacker per il Washington Football Team della National Football League (NFL).

## Carriera universitaria
Davis giocò a football all'Università del Kentucky dal 2017 al 2020. Nel primo anno non giocò mai mentre nel secondo giocò principalmente negli special team. Divenne titolare nel 2020 guidando la squadra in tackle.

## Carriera professionistica
Davis fu scelto come 19º assoluto nel Draft NFL 2021 dal Washington Football Team. Debuttò come professionista subentrando nella gara del primo turno contro i Los Angeles Chargers mettendo a segno 2 placcaggi. La sua stagione da rookie si concluse con 68 tackle e un sack in 16 presenze, la metà delle quali come titolare.
Nel sesto turno della stagione 2023 Davis mise a segno l'intercetto decisivo su Desmond Ridder degli Atlanta Falcons nel quarto periodo che di fatto chiuse la partita in favore di Washington.